# Slovak Telekom

Historisches Logo

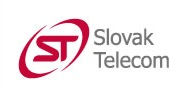
Logo von 2004 bis 2006

Die Slovak Telekom, a. s. (bis Februar 2006 Slovak Telecom, bis Anfang 2004 Slovenské telekomunikácie genannt) ist das nationale Telekommunikationsunternehmen der Slowakei und eine hundertprozentige Tochtergesellschaft der Deutschen Telekom.
Am 19. Mai 2015 erwarb die Deutsche Telekom AG die restlichen 49 % an der Slovak Telekom vom slowakischen Staat für einen Kaufpreis von 900 Millionen Euro. Zuvor war die Deutsche Telekom AG mit 51 % Hauptaktionär.